# Медаль «10 років Збройним Силам України»
Медаль «10 років Збройним Силам України» — відомча заохочувальна відзнака Міністерства оборони України, що входила до діючої до 2012 року системи відзнак.

## Історія нагороди
- Відзнака встановлена наказом Міністра оборони України Олександра Кузьмука від 4 вересня 2001 року № 310.
- 30 травня 2012 року Президент України В. Ф. Янукович видав Указ, яким затвердив нове положення про відомчі заохочувальні відзнаки; міністрам, керівникам центральних органів виконавчої влади, керівникам (командувачам) військових формувань, державних правоохоронних органів було доручено забезпечити в установленому порядку перегляд актів про встановлення відомчих заохочувальних відзнак, приведення таких актів у відповідність із вимогами цього Указу[1]. Протягом 2012–2013 років Міністерством оборони України була розроблена нова система заохочувальних відзнак[2], що вже не містила медалі «10 років Збройним Силам України».

## Положення про відзнаку
- Відзнакою Міністерства оборони України — медаллю «10 років Збройним Силам України» нагороджуються: військовослужбовці Збройних Сил України, які мають високі показники у бойовій і професійній підготовці, зразково виконують військові обов'язки і за станом на 6 грудня 2001 року перебувають на військовій службі; громадяни України та іноземні громадяни, які зробили вагомий особистий внесок у справу будівництва Збройних Сил України.
- Нагородження медаллю «10 років Збройним Силам України» здійснюється наказом Міністра оборони України (по особовому складу) на честь дня святкування 10-ї річниці Збройних Сил України.
- Нагородження медаллю «10 років Збройним Силам України» посмертно не проводиться.
- Нагородженому медаллю «10 років Збройним Силам України» вручається медаль і посвідчення до неї.
- У разі втрати (псування) медалі «10 років Збройним Силам України» нагородженому може бути видано дублікат нагороди за умови, що нагороджений не міг запобігти втраті (псуванню).

## Опис відзнаки
- Відзнака Міністерства оборони України — медаль «10 років Збройним Силам України» виготовляється з білого металу і має форму овального вінка з лаврових гілок, перевитих стрічкою білого кольору. У центрі медалі зображення римської цифри «X» білого кольору на тлі емалі синього кольору. У нижній частині медалі зображення двох схрещених мечів вістрям угору жовтого металу. На стрічці розміщено написи жовтого кольору: «1991», «2001», «Збройні Сили України».
- Розмір медалі: довжина — 35 мм, ширина — 25 мм.
- Зворотний бік медалі плоский з вигравіюваним номером.
- Медаль за допомогою вушка та кільця з'єднується з прямокутною колодкою білого металу, обтягнутою стрічкою. У нижній частині колодки — тонка металева фігурна дужка із заокругленим виступом та отвором посередині для сполучення колодки з медаллю.
- Розмір колодки: висота — 42 мм, ширина — 28 мм. При цьому розмір фігурної дужки: висота — 2 мм, ширина — 30 мм, висота заокругленого виступу — 2 мм.
- На зворотному боці колодки — прорізи для прикріплення стрічки, а також застібка для кріплення медалі до одягу.
- Стрічка медалі «10 років Збройним Силам України» шовкова муарова синього кольору з поздовжніми смужками: посередині малинового кольору і двома жовтими з боків. Ширина малинової смужки — 5 мм, жовтих — по 2 мм.
- Планка медалі «10 років Збройним Силам України» являє собою металеву пластинку, обтягнуту стрічкою. Розмір планки: довжина — 12 мм, ширина — 24 мм.

## Порядок носіння відзнаки
Медаль «10 років Збройним Силам України» носять з лівого боку грудей і розміщують після медалі «За миротворчу діяльність».